# Pwn2Own
Pwn2Own est un concours annuel où des chercheurs en sécurité informatique essaient de pénétrer des ordinateurs équipés d'un système d'exploitation et de divers logiciels incluant un navigateur web entièrement mis à jour. Le premier qui réussit à craquer un ordinateur le gagne. Il y a plusieurs ordinateurs équipés de différentes configurations matérielles et logicielles.
Pwn2Own est une session organisée à Vancouver pendant la conférence CanSecWest sur la sécurité informatique.
Pour intéresser les hackers, les ordinateurs à gagner sont très récents et performants et il y a également des primes diverses. Les hackers recherchent en secret les failles de sécurité avant le concours et les dévoilent lors de ce dernier en les utilisant. Ensuite, les vulnérabilités trouvées sont généralement divulguées en secret aux éditeurs des différents logiciels.
Le chercheur en sécurité informatique Charlie Miller a critiqué certains éditeurs de logiciels pour leur manque d'investissement envers les techniques de fuzzing qui permettraient de détecter beaucoup de failles de sécurité avant la mise à disposition des logiciels.

## Éditions et résultats
| Le système a été craqué | Le système n'a pas été craqué |

### Cible:systèmes d'exploitations
| 5e 2011  | Compétition non existante | Compétition non existante            | Compétition non existante | Compétition non existante | Compétition non existante |
| 4e 2010  | Compétition non existante | Compétition non existante            | Compétition non existante | Compétition non existante | Compétition non existante |
| 3e 2009  | Compétition non existante | Compétition non existante            | Compétition non existante | Compétition non existante | Compétition non existante |
| 2e 2008  | Canonical Ubuntu 7.10     | Microsoft Windows Vista Ultimate SP1 | Apple Mac OS X 10.5.2     |                           |                           |
| 1re 2007 | Apple Mac OS X 10.4       | Apple Mac OS X 10.4                  |                           |                           |                           |

### Cible:navigateurs web
Légende:
- IE: Microsoft Internet Explorer
- Firefox: Mozilla Firefox
- Chrome: Google Chrome
- Safari: Apple Safari

| Édition  | Système 1                    | Système 2                           | Système 3                          | Système 4                               | Système 5                 |
| -------- | ---------------------------- | ----------------------------------- | ---------------------------------- | --------------------------------------- | ------------------------- |
| 6e 2012  | IE 9 / Windows 7 SP1 64 bits | Firefox 10 / Windows 7 SP1 64 bits  | Chrome 17 / Windows 7 SP1 64 bits, | Safari 5.1 / Mac OS X 10.7 Lion 64 bits |                           |
| 5e 2011  | IE 8 / Windows 7 SP1 64 bits | Firefox 3.6 / Windows 7 SP1 64 bits | Chrome 10 / Windows 7 SP1 64 bits  | Safari 5 / Mac OS X 10.6.6 64 bits      |                           |
| 4e 2010  | IE 8 / Windows 7             | Firefox 3 / Windows 7               | Chrome 4 / Windows 7               | Safari 4 / MacOS X Snow Leopard         |                           |
| 3e 2009  | IE 8 / Windows 7             | Firefox / Windows 7                 | Chrome / Windows 7                 | Safari / Mac OS X                       | Firefox / Mac OS X        |
| 2e 2008  | Compétition non existante    | Compétition non existante           | Compétition non existante          | Compétition non existante               | Compétition non existante |
| 1re 2007 | Compétition non existante    | Compétition non existante           | Compétition non existante          | Compétition non existante               | Compétition non existante |

### Cible:téléphones portables
| Édition  | Système 1                                      | Système 2                  | Système 3                 | Système 4                     | Système 5                 |
| -------- | ---------------------------------------------- | -------------------------- | ------------------------- | ----------------------------- | ------------------------- |
| 5e 2011  | RIM BlackBerry Torch 9800 avec Blackberry OS 6 | Nexus S avec Android       | iPhone 4 avec iOS         | Dell Venue Pro avec Windows 7 |                           |
| 4e 2010  | RIM BlackBerry Bold 9700                       | HTC Nexus One avec Android | iPhone 3GS                | Nokia E72 avec Symbian S60    |                           |
| 3e 2009  | BlackBerry Bold                                | téléphone Android          | iPhone                    | téléphone Symbian             | téléphone Windows Mobile  |
| 2e 2008  | Compétition non existante                      | Compétition non existante  | Compétition non existante | Compétition non existante     | Compétition non existante |
| 1re 2007 | Compétition non existante                      | Compétition non existante  | Compétition non existante | Compétition non existante     | Compétition non existante |